# Christopher Duntsch
Christopher Duntsch (Montana, 3 aprile 1971) è un criminale e medico statunitense, soprannominato Dr. D. e Dr. Death per i gravissimi episodi di negligenza avvenuti durante le sue operazioni, durante le quali ha provocato paralisi e lesioni multiple della colonna vertebrale di numerosi pazienti e l'uccisione di due di loro mentre lavorava negli ospedali del Dallas-Fort Worth Metroplex.
La sua vicenda è stata oggetto della miniserie televisiva Dr. Death, trasmessa da Peacock TV nel corso del 2021.

## Biografia
Neurochirurgo e ricercatore, laureatosi presso l'University of Tennessee Health Science Center, Duntsch "è stato accusato di aver inferto gravi ferite su 33 pazienti su 38, nell'arco di due anni, prima che la sua licenza fosse revocata dal Texas Medical Board".
Arrestato nel luglio 2015, circa un anno e mezzo dopo la revoca della licenza, Duntsch è stato condannato all'ergastolo nel 2017 per "aver causato intenzionalmente gravi lesioni personali a una persona anziana" .
Il suo iter processuale rappresenta "il primo caso noto di condanna penale di successo contro un medico per le sue azioni nel corso del suo lavoro" .
Mentre la difesa ha cercato di dimostrare che il signor Duntsch fosse solo un pessimo chirurgo ma non avesse intenzione né premeditazione nel mutilare i suoi pazienti, l'accusa è riuscita invece a dimostrare la sconsideratezza delle sue azioni, ripetute più volte nel tempo, anche in casi ritenuti di routine, e l’assenza di qualsiasi autocritica o assunzione di responsabilità dopo gli interventi. Il punto cruciale della sentenza, affidata a una giuria di 12 membri, ruotava attorno alla "differenza tra ciò che è considerato negligenza, dove un errore o errori involontari portano a un esito negativo per un paziente, contro l'intento o disinteresse dimostrato da Duntsch nel mutilare o uccidere coloro che si fidavano delle sue capacità come neurochirurgo, per un miglioramento delle loro condizioni di salute" .

## Nella cultura di massa
Dr. Death serie televisiva statunitense